# ألبرت ليندمان
ألبرت ليندمان (بالإنجليزية: Albert Lindemann)‏ هو مؤرخ أمريكي، ولد في 19 مايو 1938.